# Mr.ゴールデン・ボール/ 史上最低の盗作ウォーズ
『Mr.ゴールデン・ボール/ 史上最低の盗作ウォーズ』（原題: Gentlemen Broncos）は、2009年にアメリカで製作されたマイケル・アンガラノ主演の青春コメディ映画である。

## 概要
2004年に公開され大ヒットを記録した『ナポレオン・ダイナマイト』のジャレッド・ヘス監督の長編映画第三弾の本作品。ヘス監督ならではのオフビートなテイストで田舎の学生を主人公に、ひと癖もふた癖もある登場人物たちが織りなすコメディ映画になっている。渾身の力作を見事に盗作されてしまう気弱な主人公には『ロード・オブ・ドッグタウン』などで知られるマイケル・アンガラノ。自己陶酔しきった大物SF作家にはニュージーランド出身のコメディアン、ジェマイン・クレメント。主人公の母親役にはジェニファー・クーリッジや主人公のイメージで同時進行する物語の主人公にはサム・ロックウェルといった個性派俳優がそろっている。日本では劇場未公開のままDVDで発売された。

## ストーリー
アメリカの田舎町で暮らすSF作家志望のベンジャミン（マイケル・アンガラノ）。あこがれの作家が10代で作家デビューを果たしていることで焦りを感じる日々を送っていた。そんなある日、隣町で作家を養成するセミナーに行くことに。同じように作家を目指す作家の卵たちがごった返す教室に現れたのは、あこがれの大物SF作家ロナルド・シュヴァリエ（ジェマイン・クレメント）。シュヴァリエはことごとく生徒の作品構想を自分なりの“解釈”で正していき、大物ぶりを発揮するのだが実は自身はスランプ状態。良い作品の構想は全くなく、エージェントからは急かされている近況だった。そんな中、生徒の作品に目を通していると、一冊の本に目が止まる。それはベンジャミンが書き下ろした渾身の作品「イースト・キングス」というSF大作で、文章に目を通すうちシュヴァリエはその作品を自分のものとして発表することに。同じ頃のベンジャミンと言えば、セミナーで知り合った友人らに低価格で作品の“映像化権”を売ってしまったおかげで、類いまれなる駄作を製作されていた。何をやっても上手くいかない人生にうんざりし始めるのだが…。

## キャスト
| 役名                     | 俳優                     | 日本語吹替 |
| ------------------------ | ------------------------ | ---------- |
| ベンジャミン・パーヴィス | マイケル・アンガラノ     | 林勇       |
| ジュディス・パーヴィス   | ジェニファー・クーリッジ | 堀越真己   |
| ロナルド・シュヴァリエ   | ジェマイン・クレメント   | 小杉十郎太 |
| ロニー・ドナホ           | エクトル・ヒメネス       | チョー     |
| タバサ・ジェンキンス     | ヘイリー・ファイファー   | 宮島依里   |
| ダスティ                 | マイク・ホワイト         | 宮本充     |
| ブロンコ／ブルータス     | サム・ロックウェル       | 安原義人   |

## スタッフ
- 監督：ジャレッド・ヘス
- 製作：マイク・ホワイト
- 脚本：ジャレッド・ヘス、ジェルーシャ・ヘス
- 音楽：デイヴィッド・ウィンゴ
- 編集：ユカ・ルーエル
- 撮影：マン・パウエル